# Przekaźnik programowalny
Przekaźnik programowalny – niewielkie urządzenie łączeniowo-sterujące przeznaczone do rozwiązywania prostych zadań z zakresu automatyki. Sterowanie jest realizowane w oparciu o algorytm (program) wprowadzany do pamięci przekaźnika, który może być wielokrotnie zmieniany i modyfikowany. Przekaźniki programowalne zwane inaczej logicznymi wywodzą się z przemysłowych sterowników PLC (Programmable Logic Controllers). Gdy okazało się, że sterowniki PLC dla prostych zadań z zakresu sterowania i regulacji są za drogie pod koniec lat 90. pojawiły się małe kompaktowe przekaźniki programowalne które doskonale spełniają swoją role.
Do ich typowych zadań należy:
- automatyka budynków (sterowanie oświetleniem, klimatyzacją, ogrzewaniem)
- automatyzacja systemów nawadniania
- sterowanie pracą niewielkiej ilości maszyn
- sterowanie automatami do sprzedaży
- systemy kontroli dostępu (np. parking)

## Budowa i zasada działania przekaźnika programowalnego
Przekaźnik składa się z trzech członów:
- moduły wejściowe,
- jednostka centralna,
- moduły wyjściowe.

Moduł wejściowy składa się z cyfrowych oraz analogowych wejść, do których podłącza się sygnały z czujników, styków, zadajników oraz innych urządzań. Ich zadaniem jest wprowadzanie do przekaźnika tych sygnałów, aby na ich podstawie realizować zadany program sterowania.
Jednostka centralna zajmuje się wykonaniem zapisanego w pamięci algorytmu sterowania, w oparciu o dane odczytane przez moduły wejściowe. Wynik obliczeń w postaci sygnałów sterujących są przekazywane do modułów wyjściowych. Do modułu jednostki centralnej należy mikroprocesor, pamięć RAM, pamięć użytkownika w której przechowywany jest program sterowania.
Moduły wyjściowe przekazuje obliczone sygnały sterujące do odpowiednich urządzeń wykonawczych podłączonych do wyjść przekaźnika. Przekaźniki programowalne są zwykle wyposażone w wyjścia cyfrowe, analogowe.
Aparaty te mogą również posiadać wyświetlacz, dodatkowe złącza komunikacyjne, wskaźniki stanu pracy, przyciski. Jest też możliwość rozszerzeń pozwalające zwiększyć możliwości całego układu. Dodatkowe wyposażenie jest opcjonalne i zależy od wymagań użytkownika
Praca przekaźnika polega na wygenerowaniu odpowiednich sygnałów sterujących, w zależności od aktualnie występujących sygnałów wejściowych, zgodnie z wprowadzonym przez użytkownika programem. Reakcja przekaźnika na zmiany występujące na jego wejściach musi być odpowiednio szybka, by gwarantować prawidłowe działania całego procesu sterowania. Działa on w tak zwanym cyklu programowym, w którym wykonywane są następujące operacje:
- czytanie stanu wejść
- wykonanie programu
- aktualizacja stanów wyjść[5]